# Arthur Wirtz
Arthur Michael Wirtz, född 23 januari 1901, död 21 juli 1983, var en amerikansk entreprenör, företagsledare och idrottsledare. Han grundade och ledde den amerikanska konglomeratet Wirtz Corporation, som initialt var endast ett fastighetsbolag för att förvalta det fastighetsbestånd som han ägde.
Wirtz hade ett nära samarbete med James E. Norris och dennes son James D. Norris, de två första köpte ishockeyorganisationen Detroit Falcons och inomhusarenan Detroit Olympia för 100 000 amerikanska dollar år 1932. Detroit Falcons blev omgående Detroit Red Wings. Tre år senare köpte de även Chicago Stadium och senare inomhusarenan Madison Square Garden i New York i New York. År 1946 köpte Bill Tobin, med finansiellt stöd från James E. Norris; James D. Norris samt Wirtz, Chicago Black Hawks. År 1949 startade Wirtz och James D. Norris boxningsförbundet International Boxing Club of New York, den arrangerade 47 av 51 nationella mästerskap. Vid den tidpunkten så kontrollerade släkterna Wirtz och Norris de flesta av de betydande sportarenorna öster om Mississippifloden. År 1952 sålde Tobin sin majoritetsaktieandel till Wirtz och Norris, James E. Norris avled dock bara några månader senare så James D. Norris och Wirtz tog då över Black Hawks. Wirtz tog samtidigt över president-posten i ishockeyorganisationen. År 1954 sålde de två Detroit Red Wings och Detroit Olympia. I mitten av 1950-talet surnade USA:s federala statsmakt till och ansåg att Wirtz och Norris höll på med monopolbildning. De tvingade släkterna att upphöra med boxningsförbundet och att sälja av Madison Square Garden. År 1966 avled även James D. Norris och Wirtz blev då ensam ägare av Black Hawks. Sonen Bill Wirtz blev då president för Black Hawks. År 1972 köpte Wirtz och ett konsortium basketorganisationen Chicago Bulls (NBA) för 5,1 miljoner dollar och Wirtz ägde den fram till hans död 1983. Två år senare sålde Bill Wirtz Bulls till Jerry Reinsdorf för 9,1 miljoner dollar.
Han var och med att vinna fem Stanley Cup, fyra med Red Wings (1935–1936, 1936–1937, 1942–1943 och 1949–1950) och en med Black Hawks (1960–1961). År 1971 blev Wirtz invald i Hockey Hall of Fame. Han blev också utnämnd till medlem i Sankt Olavs orden av Norges kung Olav V av Norge.
Wirtz avlade en examen vid University of Michigan. Han var även farfar till Rocky Wirtz, som har kontrollerat både Wirtz Corporation och Chicago Blackhawks sedan 2007.